# Список музичних альбомів аніме «Сталевий алхімік»
У цій статті наведено список музичних альбомів до аніме «Сталевий алхімік» за мотивами однойменної манґи Аракави Хірому. Автор саундтреку — японський композитор Осіма Мітіру. За музичний супровід повнометражного фільму «Сталевий алхімік: Завойовник Шамбали» Осіма здобув нагороду на 5-му Tokyo Anime Award в категорії «Найкраща музика».
Перший саундтрек-альбом до аніме-серіалу TV Animation Fullmetal Alchemist Original Soundtrack 1 вийшов в Японії 24 березня 2004 року. В альбом входять 33 трека, як фонова музика так і відкриваюча та закриваюча композиції. Другий альбом TV Animation Fullmetal Alchemist Original Soundtrack 2 вийшов 15 грудня 2004 року, та містить 30 композицій. Третій альбом TV Animation Fullmetal Alchemist Original Soundtrack 3 вийшов 18 травня 2005 року і містить 27 композицій.
Альбоми Fullmetal Alchemist — Complete Best та Fullmetal Alchemist Hagaren Song File -Best Compilation- — вибірка найкращих композицій серіалу. Перший альбом вийшов в Японії 14 жовтня 2004 року, а другий — 21 грудня 2005.
Саундтрек-альбом до повнометражного фільму Fullmetal Alchemist The Movie Conqueror Of Shamballa OST, куди входить 47 композицій, вийшов 21 грудня 2005 року.
В грудні 2004 року в Токіо та Осаці відбувся фестиваль Tales of Another Festival, де виступало багато акторів з Алхіміка. DVD-диск Fullmetal Alchemist Festival — Tales of Another, який містить композиції з цього фестивалю, вийшов у Японії 27 квітня 2005 року.

## Музика з аніме-серіалу
Список копозицій:
| The Way Back Equivalent Exchange Melissa Title Sky-high Pure Spirit Road Memories Favorite Daughter The Speck Alchemist Sunny Harmony Unrest Infiltration Maneuvering Lockdown Invasion Destiny Parting Pity Atonement Setting Sun The Philosopher s Stone | Ishbal Heaven Scar Dark Clouds Taboo Amestris Reunion Warmth Heart of Steel Ambitious Undertaking Brothers (вокальна версія) Indelible Sin |

Список копозицій:
| READY STEADY GO Love Sin Daring Fight Homunculus Loneliness Racing Vestige Scarce Lust Pulse Life and Death Swiftness Greed Thread of Life Transient Life Indignation Instigation Emptiness Horizon Immortaility | Eternity Brilliant Deep Forest Dante Warning Revelation Patriotism Reminiscence |

Список копозицій:
| Rewrite Brothers Crossroads Pity Devotion Carefree Strategy Regret Marching army Victory song Fighting bravely Hope Motherland Reminiscence Undo Dancing Travelling incognito Suspicion Invasion Rule Sorrow | Tune of separation (версія на піанино) Conquest Infringement Fate Tune of separation I will |

## Музика з фільму
Список копозицій:
| Scientist of the alchemic world Fullmetal Alchemist Weapon of mass Destruction Castl of science goes kablooey Sibyl KELAS (LET'S DANCE) Creeper in the Shadow of Time Darkness Looms Upon Her Automated Right Arm Burden of Her Past Her Dream Vanishing Existence Thule Society Seeking a New Thrill Dragon—Unlocker of the Gate Road to Shamballa The Alchemic World — Two Years Thereafter Citizen of the World Stranger from Another World — The Young Alchemist Beyond the Light Search for the Professor The Incomplete Alchemic Circle Dietlinde Eckart | A Temporary Reunion Harmonized Feelings Parallel World — Another Self in an Alternatiye World The Lord of Shamballa Shall Reign Oyer the World Shadows Surrounding Her Soul slides Away To the Vanished City Shadows Swallow Her Other Side of the Gate—Shamballa Overture of Destiny Evanescence When the Gate of Destiny is Revealed Beyond the Gate—Conqueror of Shamballa Reunion—Dear Beloved Place Invasion of the Intruders Guardian of the Motherland Destruction of Shangri-La Guardian of the World Reason of War Sad Resolution — Separation Unceasing Lunacy Requiem KELAS (LET'S — DANCE) (інструментальна версія) |

## Інше
Список композицій:
1. Asu he no basho
2. Returnable memories
3. Hagane no kokoro
4. Tsuki no uragawa
5. Shounen yo shinjiru nakama yo
6. Ame no hi wa no thank you
7. Ano yume no mukou he
8. Boku wa koko ni iru
9. Trance to homunculus
10. Boy friends!
11. Ren'ai sankousho
12. Gindokei
13. Soshite kyou mo sekai wa
14. Angel heart
15. Papa to asobou
16. Asu he no basho (акустична версія)
17. Tsuki no uragawa
18. Ano yume no mukou he (оркестрова версія)
19. Boy friends!
20. Soshite kyou mo sekai wa
21. Lastmeeting
22. Good!

Fullmetal Alchemist Complete Best — музичний альбом з аніме Fullmetal Alchemist, куди увійшли всі закриваючі та відкриваючі композиції серіалу. Виконавці: Porno Graffiti, Кітаде Нана, L'Arc~en~Ciel, YeLLOW Generation, COOL JOKE, Crystal Kay, Asian Kung-Fu Generation та Sowelu.
Список композицій:
1. Melissa
2. Kesenai Tsumi
3. READY STEADY GO
4. Tobira no Mukou e
5. UNDO
6. Motherland
7. Rewrite
8. I Will